# Eurojackpot

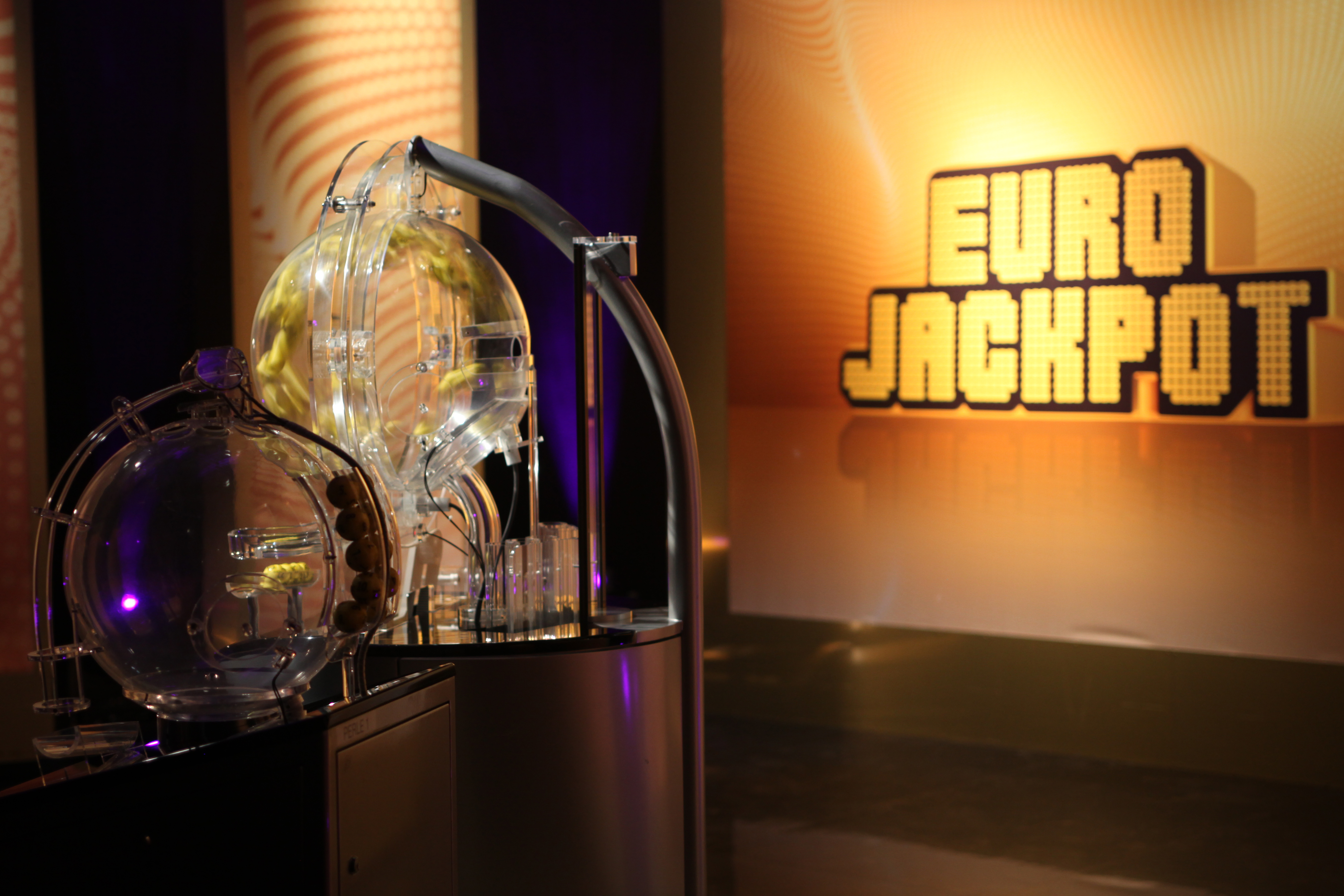
Losovací zařízení Eurojackpotu

Státy zapojené do Eurojackpotu (modře)

Eurojackpot je nadnárodní evropská loterie spuštěná 23. března roku 2012. V následujících letech se k loterii připojilo Chorvatsko, Česká republika, Dánsko, Estonsko, Finsko, Německo, Maďarsko, Island, Itálie, Lotyšsko, Litva, Nizozemsko, Norsko, Polsko, Řecko, Slovensko, Slovinsko, Španělsko a Švédsko.
Garantovaná výhra za trefení hlavního jackpotu je minimálně 10 miliónů eur, maximální možná výhra je pak přesně 120 milionů eur, v přepočtu kolem 3 miliard korun. Nejvyšší výhra v Česku padla v polovině roku 2015, jackpot dosáhl v přepočtu 2,466 miliardy Kč. Nejvyšší celková výhra, aktuálně stanovená na 120 milionů eur, padla zatím pětkrát. 7. 12. 2024 se poprvé stalo, že jackpot trefili 2 lidé, každý tedy dostal 60 milionů eur. Oba výherci jsou z Německa. Eurojackpot stojí 60 Kč za jeden sloupec.

## Historie
Eurojackpot je poměrně mladá loterie. K prvnímu losování došlo až 23. března 2012. Tehdy bylo do loterie zapojeno pouze sedm zemí: Německo, Finsko, Estonsko, Dánsko, Slovinsko, Itálie a Nizozemsko. 9. září 2017 ale už provozovalo loterii 18 zemí, čímž se stala nejrozšířenější loterií na světě.
První idea Eurojackpotu vznikla již v roce 2006, inspiroval k ní obrovský úspěch evropské loterie Euromilions. Na novém konceptu se podílelo 6 zemí: Německo, Finsko, Dánsko, Slovinsko, Itálie a Nizozemsko. Jejich cíl byl vytvořit nejlepší evropskou loterii, která oproti konkurenci přinese větší šanci na výhru za menší peníze. 
Po vytvoření konceptu se sešli zástupci všech zapojených zemí v Amsterdamu listopadu 2011 na závěrečné jednání. Tehdy vznikl Eurojackpot. 
Ihned po jednání se k loterii připojilo i Estonsko. První prodej vstupenek byl zahájen 17. března 2012 a první losování se konalo dne 23. března 2012.
Další se rozhodlo poskytovat loterii Španělsko. Stalo se tak 30. června 2012. 1. února 2013 se připojily i Chorvatsko, Island, Lotyšsko, Litva, Norsko a Švédsko. Česká republika a Maďarsko začaly poskytovat loterii 10. října 2014 a na Slovensku od 9. října 2015. Prozatím poslední Polsko ji zavedlo 9. září 2017.
Díky 18 zemím, které se zúčastní loterie Eurojackpot, si může loterii zahrát více než 312 miliónů lidí. S možností online sázky, kdy má přístup k loterijním tiketům naprosto každý na zemi, je tento počet ještě mnohem vyšší.
Poslední aktualizace pravidel proběhla 23. března roku 2022. Tehdy se začalo losovat krom pátku i v úterý, hráči si v druhém osudí nově mohli vybrat z 12 čísel místo 10, maximální výhra se z 90 miliónů euro zvýšila na 120 miliónů euro a Český pátek byl přejmenován na Prémie Eurojackpotu.
V Česku Eurojackpot provozuje společnost Sazka a. s. a jeden sloupec stojí 60 Kč, šance na hlavní výhru je 1:139 838 160  a jackpot se pohybuje mezi 10 miliony a 120 miliony euro (cca 3 miliardy Kč).

### Země, které poskytují Eurojackpot
| Země            | Datum připojení |
| --------------- | --------------- |
| Chorvatsko      | 1. února 2013   |
| Česká republika | 10. října 2014  |
| Dánsko          | 23. března 2012 |
| Estonsko        | 23. března 2012 |
| Finsko          | 23. března 2012 |
| Německo         | 23. března 2012 |
| Maďarsko        | 10. října 2014  |
| Island          | 1. února 2013   |
| Itálie          | 6. dubna 2012   |
| Lotyšsko        | 1. února 2013   |
| Litva           | 1. února 2013   |
| Nizozemsko      | 23. března 2012 |
| Norsko          | 1. února 2013   |
| Polsko          | 9. září 2017    |
| Slovensko       | 9. října 2015   |
| Slovinsko       | 23. března 2012 |
| Španělsko       | 30. června 2012 |
| Švédsko         | 1. února 2013   |

## Pravidla loterie
Cílem je uhádnout 5 čísel z 50 a další 2 doplňková čísla (Euročísla) z 12 čísel. Šance na výhru jackpotu jsou 1:139 838 160. Existuje 12 úrovní cen Eurojackpotu, do kterých se dělí podle uhádnutých čísel. První úroveň a výhra jackpotu předpokládá uhádnutí sedmi čísel (5+2), kdežto dvanáctá úroveň uhodnutí pouhých dvou čísel a jednoho Euročísla (2+1).
Losování se koná každý pátek v osm večer místního času v Helsinkách a od 29. 3. 2022 také každé úterý. Ve Středoevropském časovém pásmu, tj. i v České republice, je to v sedm hodin večer. Vyhlášení vítězů se provádí v Německu a Dánsku.
V Česku je možné zakoupit loterijní tikety na páteční slosování do úterý a pátku 19:00 (skrze web Sazky nebo její mobilní aplikaci). Při sázení skrze terminál se sázky uzavírají již v 18:30 a při sázení pomocí kuponu koupeném na pokladně supermarketu již v 18:00.
Loterijní tikety nelze skrze terminály Sazky zakoupit každý den mezi půlnocí a 1:15. Tehdy jsou terminály uzavřené. Online je ale můžete kupovat bez omezení.

### Dvanáct úrovní výher v Eurojackpotu
| Výherní pořadí       | Uhodnuto | Podíl ze sázek | Průměrná výhra | Pravděpodobnost výhry |
| 1. pořadí (Jackpot): | 5+2      | 36 %           | 943 907 580 Kč | 1 : 125 854 344       |
| 2. pořadí:           | 5+1      | 8,5 %          | 13 929 192 Kč  | 1 : 6 991 907         |
| 3. pořadí:           | 5        | 3 %            | 2 809 249 Kč   | 1 : 3 107 514         |
| 4. pořadí:           | 4+2      | 1 %            | 116 532 Kč     | 1 : 621 502           |
| 5. pořadí:           | 4+1      | 0,90 %         | 6 555 Kč       | 1 : 31 074            |
| 6. pořadí:           | 3+2      | 0,70 %         | 2 913 Kč       | 1 : 14 124            |
| 7. pořadí:           | 4        | 0,60 %         | 1 589 Kč       | 1 : 13 810            |
| 8. pořadí:           | 2+2      | 3,10 %         | 573 Kč         | 1 : 984               |
| 9. pořadí:           | 3+1      | 3 %            | 497 Kč         | 1 : 705               |
| 10. pořadí:          | 3        | 4,30 %         | 407 Kč         | 1 : 313               |
| 11. pořadí:          | 1+2      | 7,80 %         | 275 Kč         | 1 : 187               |
| 12. pořadí:          | 2+1      | 19,10 %        | 221 Kč         | 1 : 48                |

### Pravidla pro výhry jackpotu
Pokud nikdo nevyhraje hlavní cenu, jackpot se převádí do dalšího kola. Jestliže jackpot dosáhne maximální částky 3 miliard Kč (120 milionů eur), všechny peníze navíc se přesouvají na druhou úroveň.
Do 31. ledna 2013 měla loterie Eurojackpot klauzuli „rolldown“: v případě, že jackpot nebude vyhrán po dobu 12 po sobě jdoucích slosování, bude 13. tah podléhat „rolldownu“, podle kterého pokud žádný hráč neuhádne všech 7 vítězných čísel, jackpot se vyplatí na nižší cenové úrovni, kde je k dispozici vítěz. Právě tato klauzule určila předchozí vítězný jackpot ve výši 27 545 857,50 EUR v srpnu 2012, kdy německý hráč správně uhádl 5 hlavních čísel, ale pouze jedno Euročíslo, a odešel s hlavním jackpotem.
S výjimkou první cenové úrovně jsou vítězné částky vypočteny na národní úrovni a mohou se lišit podle země, počtu vítězů, loterijních poplatků atd.

### Extra 6
Sázející může hrát také doplňkovou hru Extra 6 (40 Kč). Zde se čísla nevybírají, ale jsou již předem dány na zakoupeném loterijním tiketu. Extra 6 se pro Českou republiku losuje ve stejný termín jako Eurojackpot, ale v budově Sazky v Praze.

### Prémie Eurojackpotu
Dříve se tato druhá doplňková hra Eurojackpotu jmenovala Cesta kolem světa nebo České pátky. Se změnou pravidel 23. 3. 2022, kdy začal být Eurojackpot losovaný dva dny v týdnu, se název změnil na Prémie Eurojackpotu. Vše ostatní zůstalo ale stejné jako v minulosti.
Vítěz v této doplňkové hře může v ČR vyhrát například dovolenou podle vlastního přání v hodnotě 500 000 Kč. Výhry v této hře se vyplácí z fondu Doplňkové loterie. Tento fond vzniká z kurzového rozdílu mezi 30 Kč a kurzem €/Kč v den slosování, přičemž rozdíl je převeden do fondu.
Do slosování se dostává každý, kdo vsadí plný tiket (šest sloupců) i s doplňkovou hrou Extra 6 (400 Kč). Na potvrzení o sázce se vytiskne speciální kód, který je automaticky zařazen do slosování. Po uzavření sázek se náhodně vylosuje 10 vsazených tiketů, které obdrží danou výhru. Do slosování se lze zapojit i při vsazení přes internet.
Věcné prémie se losují v nepravidelných intervalech. Hráči se o tomto losování dozví vždy s minimálně 7denním předstihem na webových stránkách Eurojackpotu, v reklamě nebo na prodejních místech.
V roce 2023 se losovalo o tyto výhry:
- Cesta kolem světa (v ceně 500 000 – 1 000 000 Kč)
- Obytný vůz (v ceně 1 500 000 – 5 000 000 Kč)
- Prodloužený víkend s privátním letadlem (v ceně 500 000 – 1 000 000 Kč)
- Luxusní vůz (v ceně 1 000 000 – 5 000 000 Kč)
- Apartmán v zahraničí (v ceně od 7 do 20 000 000 Kč)
- Peněžní prémie 1 000 – 20 000 000 Kč

O výhry se losuje se ve stejný čas jako Eurojackpot, ale v budově společnosti Sazka a. s. v Praze.
Výherce si vždy může vybrat, zda si nechá věcnou výhru, nebo si nechá vyplatit finanční částku v hodnotě věcné ceny. Při výběru finanční částky jí však musíte danit odpovídajícím způsobem.

## Zdanění
Od 1. ledna 2020 podléhají všechny finanční výhry v loteriích v České republice vyšší než 1 milión korun 15% zdanění. Daň ale za hráče odvádí rovnou daný provozovatel loterie, v tomto případě společnost Sazka a. s. Hráči samotnému následně vyplatí již rovnou 85 % z výhry. Zdanění nepodléhá pouze věcná výhra, ačkoliv její finanční náhrada již ano.